# Cédric Vasseur
Cédric Vasseur (Hazebrouck, 18 agosto 1970) è un dirigente sportivo ed ex ciclista su strada francese. Figlio dell'ex ciclista Alain Vasseur, fu professionista dal 1994 al 2007, vincendo due tappe al Tour de France, nel 1997 e nel 2007. Dal 2018 è general manager del team Cofidis.

## Palmarès
- 1994

Classifica generale Rheinland-Pfalz-Rundfahrt
- 1996

4ª tappa Grand Prix du Midi Libre
- 1997

5ª tappa Tour de France
- 1999

1ª tappa Circuit de la Sarthe
- 2002

Grand Prix d'Isbergues
5ª tappa Quattro giorni di Dunkerque
- 2003

7ª tappa Giro del Delfinato
2ª tappa Parigi-Corrèze
Classifica generale Parigi-Corrèze
1ª tappa Hessen-Rundfahrt
Classifica generale Hessen-Rundfahrt
2ª tappa Tour du Limousin
- 2004

4ª tappa Tour du Limousin
4ª tappa Tour de l'Ain
- 2006

Grand Prix d'Isbergues
- 2007

10ª tappa Tour de France

### Altri successi
- 2002

Classifica scalatori Quattro giorni di Dunkerque

## Piazzamenti

### Grandi Giri
- Giro d'Italia

2005: 54º
- Tour de France

1996: 69º
1997: 40º
1998: 24º
1999: 83º
2000: 52º
2002: 55º
2003: 97º
2005: 44º
2006: 95º
2007: 55º
- Vuelta a España

1995: 69º
1997: 45º
1998: ritirato (16ª tappa)
2004: 36º

### Classiche monumento
- Milano-Sanremo

1997: 123º
1998: 139º
1999: 81º
2000: 57º
2001: 57º
2005: 93º
- Giro delle Fiandre

1995: 62º
1996: 17º
1997: 21º
1998: 69º
2000: 67º
2001: 38º
- Parigi-Roubaix

1995: 89º
2000: 42º
- Liegi-Bastogne-Liegi

1997: 83º
1998: 61º
1999: 19º
2000: 60º
2001: 27º
2002: 49º
2003: 53º
2005: 40º
2006: 65º
2007: 66º
- Giro di Lombardia

1994: 32º
1995: 48º
1997: 33º
1999: 50º
2002: 20º
2003: 6º
2004: 17º
2005: 77º
2006: 32º
2007: 60º

### Competizioni mondiali
- Campionati del mondo

Lugano 1996 - In linea Elite: ritirato
San Sebastián 1997 - In linea Elite: 19º
Valkenburg 1998 - In linea Elite: 46º
Verona 1999 - In linea Elite: ritirato
Zolder 2002 - In linea Elite: 53º
Hamilton 2003 - In linea Elite: 27º
Madrid 2005 - In linea Elite: 92º